# Димитър Благоев
Вижте пояснителната страница за други личности с името Димитър Благоев.
Димитър Благоев Николов, наричан от последователите си Дядото, е български политик и философ, основател на организираното социалистическо движение в България и на първата социалдемократическа партия на Балканския полуостров – Българската социалдемократическа партия.
Изповядва марксистки идеи, в статиите си предлага идеята за организиране на работническата класа и за придаване на политически характер на борбите ѝ. Има водеща роля за организиране на сътрудничество между балканските социалдемократически партии. Развива идеята за Балканска федеративна република.

## Биография

### Произход, образование и младежки години
Димитър Благоев е роден на 14 юни 1856 г. в село Загоричани, Костурско, където получава началното си образование. Негов учител там е Георги Динков. През 1871 г. заминава за Цариград, където остава до 1874 г. Там 2 години учи обущарски занаят, а после постъпва в българско училище в града, където е съученик на Трайко Китанчев. Благоев продължава образованието си в Одрин (1874 – 1875), Габрово (1875 – 1876) и Стара Загора (1876 – 1877). Като ученик подкрепя каузата на Априлското въстание, а по време на Освободителната война помага на опълчението и руските войски като техен осведомител. От 1876 г. и след 3 март 1878 г. работи в тютюнев склад в Свищов, където основава Българска легална авангардна група „Освобождение“, откъдето е и неговият основен псевдоним – Благоев.
По-късно заминава да учи в гимназията в Одеса (1879 – 1880), където е студент в Духовната академия неговият брат-близнак, а от 1881 г. – в университета в Санкт Петербург. Там той започва да изучава марксистка литература и основава първата (по руски източници – една от първите) социалдемократическа организация в Русия, т.нар. Благоева група. Тя издава вестник „Рабочий“ като свой орган и трибуна за социалистически идеи, в него Благоев публикува първите си статии. По-късно руският социалистически водач Владимир Ленин казва, че „за дванайсет години, от 1883 до 1895 година,… единственият опит да се създаде социалдемократически работнически печат в Русия“ е вестник „Рабочий“. Групата установява контакт с привържениците на руския социалдемократ Георгий Плеханов в Женева. През 1885 г. Благоев е арестуван за революционната си дейност и е изгонен от Русия.

### Завръщане в България и създаване на социалдемократическа партия
Скоро след завръщането си в България Благоев пише първите си статии във вестник „Македонски глас“ и започва да издава социалистическото списание „Съвременний показател“. През 1886 написва брошурата „Нашите апостоли“, в която акцентира на демократичните и революционните възгледи на Любен Каравелов и Христо Ботев, като се „противопоставя“ на опитите за фалшификация на същността на делото им. В следващите няколко години учителства в различни градове из страната, като е уволняван многократно заради възгледите си. В Шумен работи заедно с Янко Сакъзов. През 1890 г. се установява в Търново. Смята се, че по това време Благоев окончателно оформя у себе си марксистки възгледи и достига до идеята за създаване на партия на работническата класа.
През лятото на 1891 г. Благоев поема инициативата и има решаващ принос за организирането на Бузлуджанския конгрес, на който е основана Българската социалдемократическа партия, след което става неин водач и основен идеолог.
Към края на същата година Благоев публикува брошурата „Що е социализъм и има ли той почва у нас?“ – първото оригинално марксистко съчинение в България. Тя е отговор на по-ранни публикации на известния революционер и националлиберален общественик Захарий Стоянов, според когото социализмът няма основа в българските социални условия на дребно земеделско стопанство, в което природните ресурси се владеят от населението „братски равномерно, първобитно, комунистически“. Благоев се позовава на наличието на наемни работници в селското стопанство и градовете, в което вижда начален етап на формиране на капитализъм, според доктрината на марксизма.
През 1892 г. публикува брошурата „Социализмът и задачите на българската работническа класа“. На 1 ноември същата година в Търново под съвместната редакция на Благоев и Никола Габровски започва да излиза органът на БСДП – вестник „Работник“. На страниците му Благоев защитава нуждата от обвързване на социалистическото с работническото движение. Той смята, че е нужно съществуването на партия на работническата класа, в което си схващане си противоречи с организацията на „съюзистите“ – Българският социалдемократически съюз. Те смятат соцално-икономическата обстановка в България за недозряла за създаването на партия. На страниците на в-к „Работник“ Благоев води полемика и с представители на народничеството в България, които твърдят, че в България не може да се създаде работническа класа.
Благоев е постоянно преследван от властите на правителството на Стамболов – след множеството политически уволнения, през 1893 г. е арестуван и интерниран в Бяла Слатина. Там го заварва падането на Стамболов от власт през май 1894 г. Скоро след това той се установява в Пловдив, където става учител в мъжката гимназия. Причина за изострените му отношения със Стамболов са „интернационалните“ възгледи на Благоев.

### Обединение със „съюзистите“
През 1894 г. „партистите“ – БСДП, и „съюзистите“ – БСДС, решават да се обединят в Българската работническа социалдемократическа партия в името на единодействието. Новата партия обаче се раздира от вътрешни идеологически борби между марксисти, водени от Димитър Благоев и реформисти, сред които Кръстю Раковски и Янко Сакъзов.
През 1897 г. Благоев започва да издава списание „Ново време“, теоретичен орган на социалдемократите, което редактира почти до края на живота си.
Активен деец е на Пловдивското македоно-одринско дружество – от 1897 г. е председател, а по-късно е подпредседател на настоятелството. В 1898 година Гоце Делчев прави опит да го убеди да застане начело на изпадналия в криза Върховен македонски комитет. Благоев заявява, че е готов да участва в дейността на пловдивското македонско дружество, но отказва да се занимава главно с Македония. Благоев е делегат на Шестия македонски конгрес от Пловдивското дружество и в речта си пред конгреса критикува характера на организацията и се обявява за създаването на Балканска федеративна република.
През 1899 г. е избран за народен представител, но изборът му е касиран. През 1902 г. отново е избран, този път заедно с Георги Кирков. От страниците на „Ново време“ и парламентарната трибуна Димитър Благоев подлага на унищожителна критика не само буржоазните правителства, но и реформисткото течение на „общоделците“ в БРСДП.
Това допринася за окончателното разцепване на партията на две – БРСДП (тесни социалисти) и БРСДП (широки социалисти). Благоев оглавява партията на „тесните социалисти“, която остава на марксистки позиции.
В 1902 – 1903 е депутат в XII обикновено народно събрание.
В статия за Лениновия вестник „Искра“ от 13 август 1903 година (1 август 1903 година стар стил), в разгара на Илинденско-Преображенското въстание пише, че в Македония живее компактно българско население, мнозинство в областта, обединено от Екзархията. В статията си „Около Македонския въпрос“ в броя от юни 1905 година на списание „Ново време“ пак потвърждава, че българите са народностно мнозинство в Македония, и стремежа им за обединение с България нараства, и Гърция и Сърбия със съгласието на Турция изпращат въоръжени чети за борба с Българските и изтребление на Българите в областта.
През 1904 г. с прякото участие на БРСДП (т.с.) и лично на Благоев се учредява Общият работнически синдикален съюз (ОРСС) – първият неказионен профсъюз в България. ОРСС организира големи стачки срещу лошите условия на труд – на миньорите в Перник от 1906 г. (първата Пернишка стачка), както и на работниците в кибритената фабрика в Костенец от 1909 г. Благоев настоява партията да води постоянна масова пропаганда сред работниците в България, отхвърля идеите за ново обединение с „общоделците“-реформисти.
Под ръководството на Благоев БРСДП (т.с.) приветства Руската революция от 1905 – 1906 г. и организира из цяла България кампания за дарения в нейна полза. По това време Благоев започва да се сближава с русите болшевики, макар че не приема някои идеи на ленинизма, като концепцията за съюз със селячеството. Той остава на ортодоксално марксистки позиции – смята, че революцията ще победи първо в развитите капиталистически държави и затова в България за момента не бива да се готви въстание.
През 1910 г. води делегацията на партията на Копенхагенския конгрес на Втория Интернационал.
В 1913 година е депутат в XVI обикновено народно събрание, а след това и в XVII обикновено народно събрание.
През 1911 – 1915 г. е общински съветник в София.

### Дейност по време на войните
По време на Балканските войни (1912 – 1913) и Първата световна война (1914 – 1918) Благоев застава заедно с партията на антивоенни и антиимпериалистически позиции. Публикува статии по македонския въпрос, в които сочи за единствен справедлив и мирен начин за разрешаването му създаването на „Балканска федерация“. Лансира тази си идея при участието си в Първата (1910) и Втората балканска социалдемократическа конференция (1915) – срещи на социалдемократическите партии от Балканите.
В 1914 година заедно с Георги Миндов съставя първия сравнително най-пълен „Руско-български речник“.
В 1913 г. отново е избран за народен представител. Като такъв, в 1914 г. гласува заедно с групата на „тесните социалисти“ против сключването на военния заем на прогерманското правителство на Васил Радославов. Пред заседание на XVII обикновено народно събрание на 16 декември 1917 г. прави остро политическо изказване, съдържащо твърдението, че не е българин, а македонски славянин, което редица автори тълкуват по-късно като форма на македонизъм. По време на Първата световна война заклеймява изповядвания от някои от европейските соцалдемократически партии социалшовинизъм, призоваващ за „защита на отечеството“ (т.е. продължаване на войната).
Благоев посреща с голямо въодушевление Октомврийската революция в Русия и идването на болшевиките на власт, пише редица статии в тяхна подкрепа. В същото време той остава скептичен към възможността за подобна революция в България, заявявайки, че тя „ще зависи три четвърти от положението вън и една четвърт от положението вътре“.

### БКП(т.с.) и последни години
Под ръководството на Благоев, през 1919 г. БРСДП (т.с.) напуска разпадащия се Втори Интернационал и става съоснователка на Третия (Комунистическия) Интернационал, преименувайки се в БКП (т.с.). Партията приема Програмна декларация в духа на ленинизма, с което се демонстрира преминаване на ленинистки, болшевишки позиции. Самият Благоев обаче до края на живота си не приема напълно ленинизма. След Деветоюнския преврат от 1923 г., вече почти оттеглил се от активна дейност поради напредналата си възраст, Благоев подкрепя позицията на ЦК на БКП (т.с.) на неутралитет. Скоро след това обаче променя позицията си и подкрепя съюза с БЗНС. Според източници от историографията при управлението на Тодор Живков, Благоев подкрепя Септемврийското въстание, но не участва в подготовката му, понеже е на смъртно легло. Според съвременни изследователи той се противопоставя на въстанието, тъй като го смята за нецелесъобразно и зле подготвено. През 1923 г. дъщеря му Стела записва разказа на болния си баща, излязъл от печат през 1926 г. под надслов „Кратки бележки из моя живот“. В тях Благоев споделя: 
| „ | …Родом съм от известното македонско село Загоричане, Костурско. То е голямо, чисто българско село, разположено в последните хълмисти склонове от южните разклонения на големия планински масив Вич планина… | “ |

Димитър Благоев умира на 7 май 1924 г. в София. Погребението му се превръща в една от първите грандиозни манифестации на социалистите срещу сговористкия режим.

## Семейство
Съпруга на Димитър Благоев е Вела Благоева, сестра на политика Георги Живков и просветния деец Никола Живков. Имат четири деца. Нито едно от тях не оставя наследници. Техен син е футболният деятел Димитър Благоев – Пальо, който загива на фронта в края на Първата световна война. След атентата в църквата „Света Неделя“ през 1925 г. другият син на Благоеви Владимир Благоев е арестуван и убит в полицията. Стела Благоева, която е първото дете в семейството, завършва музикалната академия в Прага и „История“ в Софийския университет. Преподава в Трета софийска мъжка гимназия, но след атентата в църквата е уволнена. Двете заедно със сестра си Наталия Благоева са арестувани. Стела престоява няколко месеца в Централния софийски затвор. Там я застига вестта за смъртта на съпруга ѝ Коста Янков, съветник по военните въпроси на ЦК на БКП. През 1926 г. Стела и Наталия емигрират в Съветския съюз. Наталия умира в Москва през 1943 г. Стела надживява двамата си братя и сестра си и умира също в Москва през 1954 г.
|  |  |  |  |  |  |  |  |  |  |  |  |  |  |  |  |                                       |                                       |                                       |                                       |                                       |                                       |                              |                              |                              |                              |                           |                           | Благой Николов                | Благой Николов                | Благой Николов                | Благой Николов                | Благой Николов                | Благой Николов                |                              |                              | Доца Благоева                | Доца Благоева                | Доца Благоева               | Доца Благоева               | Доца Благоева                  | Доца Благоева                  |                                |                                |                                |                                |                |                |                                |                                |                                |                                |                                |                                |  |  |  |  |  |  |  |  |  |  |  |  |  |  |
|  |  |  |  |  |  |  |  |  |  |  |  |  |  |  |  |                                       |                                       |                                       |                                       |                                       |                                       |                              |                              |                              |                              |                           |                           | Благой Николов                | Благой Николов                | Благой Николов                | Благой Николов                | Благой Николов                | Благой Николов                |                              |                              | Доца Благоева                | Доца Благоева                | Доца Благоева               | Доца Благоева               | Доца Благоева                  | Доца Благоева                  |                                |                                |                                |                                |                |                |                                |                                |                                |                                |                                |                                |  |  |  |  |  |  |  |  |  |  |  |  |  |  |
|  |  |  |  |  |  |  |  |  |  |  |  |  |  |  |  |                                       |                                       |                                       |                                       |                                       |                                       |                              |                              |                              |                              |                           |                           |                               |                               |                               |                               |                               |                               |                              |                              |                              |                              |                             |                             |                                |                                |                                |                                |                                |                                |                |                |                                |                                |                                |                                |                                |                                |  |  |  |  |  |  |  |  |  |  |  |  |  |  |
|  |  |  |  |  |  |  |  |  |  |  |  |  |  |  |  |                                       |                                       |                                       |                                       |                                       |                                       |                              |                              |                              |                              |                           |                           |                               |                               |                               |                               |                               |                               |                              |                              |                              |                              |                             |                             |                                |                                |                                |                                |                                |                                |                |                |                                |                                |                                |                                |                                |                                |  |  |  |  |  |  |  |  |  |  |  |  |  |  |
|  |  |  |  |  |  |  |  |  |  |  |  |  |  |  |  |                                       |                                       |                                       |                                       | Христо Благоев (1865 – 1896)          | Христо Благоев (1865 – 1896)          | Христо Благоев (1865 – 1896) | Христо Благоев (1865 – 1896) | Христо Благоев (1865 – 1896) | Христо Благоев (1865 – 1896) |                           |                           | Димитър Благоев (1856 – 1924) | Димитър Благоев (1856 – 1924) | Димитър Благоев (1856 – 1924) | Димитър Благоев (1856 – 1924) | Димитър Благоев (1856 – 1924) | Димитър Благоев (1856 – 1924) |                              |                              | Вела Благоева (1859 – 1921)  | Вела Благоева (1859 – 1921)  | Вела Благоева (1859 – 1921) | Вела Благоева (1859 – 1921) | Вела Благоева (1859 – 1921)    | Вела Благоева (1859 – 1921)    |                                |                                | Никола Благоев                 | Никола Благоев                 | Никола Благоев | Никола Благоев | Никола Благоев                 | Никола Благоев                 |                                |                                |                                |                                |  |  |  |  |  |  |  |  |  |  |  |  |  |  |
|  |  |  |  |  |  |  |  |  |  |  |  |  |  |  |  |                                       |                                       |                                       |                                       | Христо Благоев (1865 – 1896)          | Христо Благоев (1865 – 1896)          | Христо Благоев (1865 – 1896) | Христо Благоев (1865 – 1896) | Христо Благоев (1865 – 1896) | Христо Благоев (1865 – 1896) |                           |                           | Димитър Благоев (1856 – 1924) | Димитър Благоев (1856 – 1924) | Димитър Благоев (1856 – 1924) | Димитър Благоев (1856 – 1924) | Димитър Благоев (1856 – 1924) | Димитър Благоев (1856 – 1924) |                              |                              | Вела Благоева (1859 – 1921)  | Вела Благоева (1859 – 1921)  | Вела Благоева (1859 – 1921) | Вела Благоева (1859 – 1921) | Вела Благоева (1859 – 1921)    | Вела Благоева (1859 – 1921)    |                                |                                | Никола Благоев                 | Никола Благоев                 | Никола Благоев | Никола Благоев | Никола Благоев                 | Никола Благоев                 |                                |                                |                                |                                |  |  |  |  |  |  |  |  |  |  |  |  |  |  |
|  |  |  |  |  |  |  |  |  |  |  |  |  |  |  |  |                                       |                                       |                                       |                                       |                                       |                                       |                              |                              |                              |                              |                           |                           |                               |                               |                               |                               |                               |                               |                              |                              |                              |                              |                             |                             |                                |                                |                                |                                |                                |                                |                |                |                                |                                |                                |                                |                                |                                |  |  |  |  |  |  |  |  |  |  |  |  |  |  |
|  |  |  |  |  |  |  |  |  |  |  |  |  |  |  |  |                                       |                                       |                                       |                                       |                                       |                                       |                              |                              |                              |                              |                           |                           |                               |                               |                               |                               |                               |                               |                              |                              |                              |                              |                             |                             |                                |                                |                                |                                |                                |                                |                |                |                                |                                |                                |                                |                                |                                |  |  |  |  |  |  |  |  |  |  |  |  |  |  |
|  |  |  |  |  |  |  |  |  |  |  |  |  |  |  |  | Димитър Благоев – Пальо (1895 – 1918) | Димитър Благоев – Пальо (1895 – 1918) | Димитър Благоев – Пальо (1895 – 1918) | Димитър Благоев – Пальо (1895 – 1918) | Димитър Благоев – Пальо (1895 – 1918) | Димитър Благоев – Пальо (1895 – 1918) |                              |                              | Коста Янков (1888 – 1925)    | Коста Янков (1888 – 1925)    | Коста Янков (1888 – 1925) | Коста Янков (1888 – 1925) | Коста Янков (1888 – 1925)     | Коста Янков (1888 – 1925)     |                               |                               | Стела Благоева (1887 – 1954)  | Стела Благоева (1887 – 1954)  | Стела Благоева (1887 – 1954) | Стела Благоева (1887 – 1954) | Стела Благоева (1887 – 1954) | Стела Благоева (1887 – 1954) |                             |                             | Владимир Благоев (1893 – 1925) | Владимир Благоев (1893 – 1925) | Владимир Благоев (1893 – 1925) | Владимир Благоев (1893 – 1925) | Владимир Благоев (1893 – 1925) | Владимир Благоев (1893 – 1925) |                |                | Наталия Благоева (1889 – 1943) | Наталия Благоева (1889 – 1943) | Наталия Благоева (1889 – 1943) | Наталия Благоева (1889 – 1943) | Наталия Благоева (1889 – 1943) | Наталия Благоева (1889 – 1943) |  |  |  |  |  |  |  |  |  |  |  |  |  |  |
|  |  |  |  |  |  |  |  |  |  |  |  |  |  |  |  | Димитър Благоев – Пальо (1895 – 1918) | Димитър Благоев – Пальо (1895 – 1918) | Димитър Благоев – Пальо (1895 – 1918) | Димитър Благоев – Пальо (1895 – 1918) | Димитър Благоев – Пальо (1895 – 1918) | Димитър Благоев – Пальо (1895 – 1918) |                              |                              | Коста Янков (1888 – 1925)    | Коста Янков (1888 – 1925)    | Коста Янков (1888 – 1925) | Коста Янков (1888 – 1925) | Коста Янков (1888 – 1925)     | Коста Янков (1888 – 1925)     |                               |                               | Стела Благоева (1887 – 1954)  | Стела Благоева (1887 – 1954)  | Стела Благоева (1887 – 1954) | Стела Благоева (1887 – 1954) | Стела Благоева (1887 – 1954) | Стела Благоева (1887 – 1954) |                             |                             | Владимир Благоев (1893 – 1925) | Владимир Благоев (1893 – 1925) | Владимир Благоев (1893 – 1925) | Владимир Благоев (1893 – 1925) | Владимир Благоев (1893 – 1925) | Владимир Благоев (1893 – 1925) |                |                | Наталия Благоева (1889 – 1943) | Наталия Благоева (1889 – 1943) | Наталия Благоева (1889 – 1943) | Наталия Благоева (1889 – 1943) | Наталия Благоева (1889 – 1943) | Наталия Благоева (1889 – 1943) |  |  |  |  |  |  |  |  |  |  |  |  |  |  |

## Наследство
В Банкя има къща музей на Димитър Благоев.

## Галерия
- Скулптура на Димитър Благоев в Благоевград
- Скулптура на Димитър Благоев в Благоевград
- Мемориална плоча в Одеса
- Бюст-паметник на Димитър Благоев във Велико Търново
- Бюст-паметник на Димитър Благоев в разградското село Благоево